# Jacques Flash
Jacques Flash è una serie di fumetti polizieschi pubblicato nel 1956 al 1973, prima nel settimanale francese Vaillantt e successivamente sul periodico per ragazzi Pif Gadget dal 1969 .Hanno lavorato per questo fumetto gli sceneggiatori Roger Lécureux (dal 1956 al 1959), Georges Rieu (dal 1958 al 1962) e Pierre Castex (dal 1962 al 1973) e dagli illustratori Pierre Le Guen (dal 1956 al 1959), Gérald Forton (dal 1959 al 1961) e René Deynis (dal 1962 al 1973).
Jacques Leman è un giornalista che inizia a lavorare per la polizia dopo aver ottenuto la possibilità di utilizzare occasionalmente un siero dell'invisibilità.
Le tavole vengono ristampate negli 1977 - 1978 su un bimestrale con il nome di Jacques Flash. Vengono pubblicati solo sei numeri.